# Mario (namn)
Mario är ett italienskt, kroatiskt, tyskt, spanskt, bulgariskt, grekiskt och engelskt mansnamn och en variant av det romerska namnet Marius. Andra varianter av namnet är polska Mariusz, portugisiska Mário och grekiska Marios transkriberat till det latinska alfabetet. 
Den 31 december 2016 fanns det 2 556 män i Sverige med namnet Mario varav 1 623 hade namnet som tilltalsnamn. Därtill fanns det samma datum 13 kvinnor som hette Mario varav 6 hade det som tilltalsnamn.

## Personer med namnet Mario (urval)

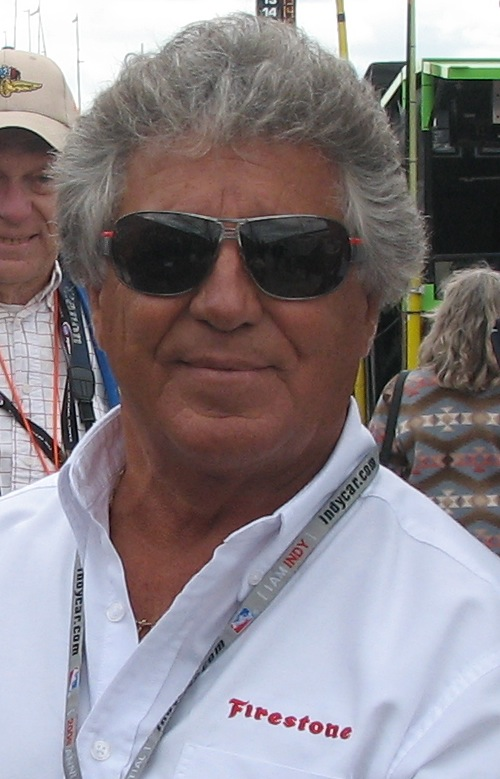
Mario Andretti, 2009.

- Mario (artist) (1986–), amerikansk [&B-sångare.
- Mario (tenor) (1810–1883), italiensk tenor.
- Mario Aerts (1974–), belgisk tävlingscyklist.
- Mario Adorf (1930–), tysk-italiensk skådespelare.
- Mario Ančić (1984–), kroatisk tennisspelare.
- Mario Andretti (1940–), amerikansk racerförare.
- Mario von Appen (1965–), tysk kanotist.
- Mario Armano (1946–), italiensk bobåkare.
- Mario Bava (1914–1980), italiensk filmregissör, fotograf och filmproducent.
- Mario Balotelli (1990–), italiensk fotbollsspelare.
- Mario Basler (1968–), tysk fotbollsspelare och tränare.
- Mario Bettini (1582–1657), italiensk matematiker och astronom.
- Mario Bezzi (1868–1927), italiensk entomolog och professor.
- Mario Bolatti (1985–), argentinsk fotbollsspelare.
- Mario Botta (1943–), schweizisk arkitekt.
- Mario Cantone (1959–), amerikansk komiker.
- Mario Cipollini (1967–), italienskt tävlingscyklist.
- Mário Coluna (1935–2014), portugisisk fotbollsspelare.
- Mario Domínguez (1975–), mexikansk racerförare.
- Mario Galinović (1976–), kroatisk fotbollsspelare.
- Mario Galli (1901–1937), svensk violinist, dirigent och kapellmästare.
- Mario García (fotbollsspelare) (1980–), mexikansk fotbollsspelare.
- Mario García (vattenpolospelare) (1983–), spansk vattenpolospelare.
- Mario Gavranović (1989–), schweizisk fotbollsspelare.
- Mario Götze (1992–), tysk fotbollsspelare.
- Mario Gómez (1985–), tysk fotbollsspelare.
- Mario Kempe (1988–), svensk ishockeyspelare.
- Mario Lanza (1921–1959), amerikansk skådespelare och operasångare.
- Mario Lega (1949–), italiensk roadracingvärldsmästare.
- Mario Lemieux (1965–), kanadensisk ishockeyspelare.
- Mario Mandžukić (1986–), kroatisk fotbollsspelare.
- Mario Melchiot (1976–), nederländsk fotbollsspelare.
- Mario Molina (1943), amerikansk kemist.
- Mario Monti (1943–), italiensk ekonom, politiker och tidigare EU-kommissionär.
- Mario Pašalić (1995–), kroatisk fotbollsspelare.
- Mário Schenberg (1914–1990), brasiliansk elektroingenjör, fysiker, konstkritiker och författare.
- Mário Soares (1924–2017), portugisisk politiker.
- Mario Suárez (1987–), spansk fotbollsspelare.
- Mario Van Peebles (1957–), amerikansk skådespelare.
- Mario Vargas Llosa (1935–), peruansk författare, journalist och politiker.
- Mario Vasilj (1983–), svensk fotbollsspelare.
- Mário Zagallo (1931–), brasiliansk fotbollsspelare och fotbollstränare .

## Mario i fiktionen
- Mario, en spelfigur från Nintendo.